# Joseph Stein
Joseph Stein (New York, 30 maggio 1912 – New York, 24 ottobre 2010) è stato un commediografo e poeta statunitense, famoso per aver scritto il libretto dei musical Fiddler on the Roof e Zorba.

## Biografia
Nato a New York, Stein iniziò la sua carriera scrivendo delle commedie. Ebbe la fortuna di incontrare Zero Mostel che lo instradò a scrivere per personalità della radio come Henry Morgan, Hildegarde, Tallulah Bankhead, Phil Silvers e Jackie Gleason. Passò poi a lavorare per la televisione per Sid Caesar quando si aggregò al leggendario gruppo di Your Show of Shows che comprendeva Mel Brooks, Carl Reiner, Neil Simon, Larry Gelbart, Mel Tolkin, Aaron Ruben e Woody Allen.
Stein fece il debutto a Broadway contribuendo agli sketch scritti con Will Glickman per la rivista del 1948 Lend an Ear. Il suo primo libretto arrivò quando Richard Kollmar, marito della giornalista Dorothy Kilgallen, le chiese di scrivere un musical sulla Pennsylvania che avrebbe dovuto promuovere lo stato come l'opera Oklahoma! di Rodgers e Hammerstein. Stein ed il suo partner musicale Will Glickman studiarono allora la comunità Amish della Contea di Lancaster. Acquistarono, per mezzo dollaro, un libretto turistico zeppo di parole olandesi e tornarono a  New York per scrivere Plain and Fancy (1955). Il musical venne eseguito al The Round Barn Theatre ad Amish Acres a Nappanee fino al 1986, superando le 3.500 repliche nel 2007. Richard Pletcher, fondatore e produttore, dedicò il palcoscenico del The Round Barn Theatre a Stein nel 1996, nel corso della produzione di The Baker's Wife. Il teatro ha prodotto, fino ad ora, otto dei musical di Stein.
Il suo più grande successo è stato comunque il musical del 1965 Fiddler on the Roof, con il quale vinse tre premi importanti fra i quali due Tony Award. Scrisse poi la sceneggiatura per l'adattamento cinematografico Il violinista sul tetto nel 1971.
Altri lavori per Broadway comprendono Alive and Kicking, Mr. Wonderful, The Body Beautiful, Juno, Take Me Along, Irene, Carmelina, The Baker's Wife, Rags, Enter Laughing e l'adattamento musicale, So Long, 174th Street. Scrisse anche le commedie Mrs. Gibbons' Boys e Before the Dawn. In collaborazione con Carl Reiner, scrisse la sceneggiatura per l'adattanto per il film di Enter Laughing.

### Biografia personale
Stein ha vissuto fino alla morte, avvenuta nel 2010 a 98 anni, a Manhattan con sua moglie Elisa, una psicoterapeuta. È stato membro del Dramatists Guild Council dal 1975.  Stein ha avuto tre figli dalla sua prima moglie Sadie Singer, morta nel 1974.

## Premi e nomination
Premi
- 1965 Tony Award for Best Musical - Fiddler on the Roof
- 1965 Tony Award for Best Author of a Musical - Fiddler on the Roof
- 1965 New York Drama Critics Circle Award per Best Musical - Fiddler on the Roof

Nomination
- 1960 Tony Award for Best Musical - Take Me Along
- 1965 Writers Guild of America Award for Best Comedy Adapted from Another Medium - Fiddler on the Roof
- 1969 New York Drama Critics Circle Award for Best Musical - Zorba
- 1969 Tony Award for Best Musical - Zorba
- 1987 Tony Award for Best Book of a Musical - Rags